# Agnetha Fältskog
Agnetha Åse Fältskog (přechýleně Fältskogová, * 5. dubna 1950 Jönköping) je švédská zpěvačka, v letech 1972–1982 a opět od roku 2016 členka skupiny ABBA, v 60. a 80. letech dvacátého století známá také sólovou dráhou. Pěveckou kariéru obnovila v roce 2004.
Původně se její jméno psalo Agneta; písmeno „h“ si přidala později sama. Je autorkou mnoha vlastních písniček pro svá sólová alba. Do tvorby skupiny ABBA však přispěla pouze jednou, když s Björnem Ulvaeusem napsala píseň „Disillusion“ z prvního alba skupiny. Sama jednou řekla, že nemohla se svými písněmi konkurovat autorské dvojici Andersson–Ulvaeus.
V 17 letech debutovala se svojí skladbou „Jag var så kär“ (Byla jsem tak zamilovaná).
Po rozpadu skupiny ABBA se na počátku roku 1983 vydala na sólovou dráhu, která však již nebyla tak úspěšná v mezinárodním měřítku. V 90. letech 20. století se stáhla do ústraní a na veřejnosti se od té doby objevuje jen zřídka. V roce 2004 vydala (po 17 letech) album „My Colouring Book“, které obsahovalo 13 cover-verzí jejích oblíbených písní ze 60. let. Album i pilotní singl „If I Thought You'd Ever Change Your Mind“ se ve Velké Británii vyhouply na 12. a 11. místo hitparády. V roce 2013 vydala Agnetha album "A", které figurovalo na šesté příčce britského žebříčku.

## Sólová alba a singly

### Švédská alba
- 1968 – Agnetha Fältskog
- 1969 – Agnetha Fältskog vol. 2
- 1970 – Som jag är

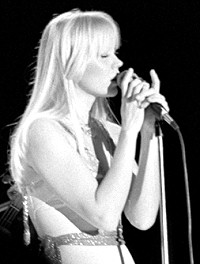
Agnetha Fältskog v roce 1977.

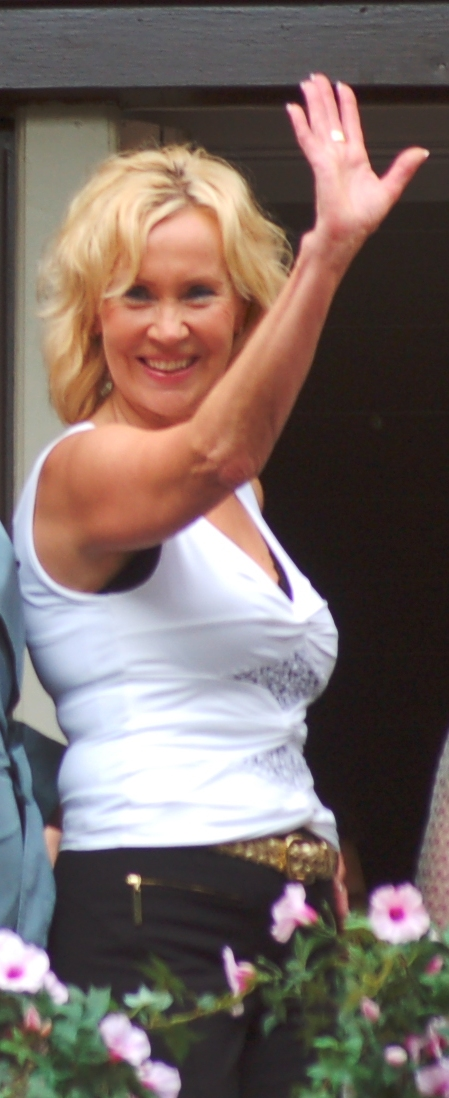
Agnetha Fältskog v roce 2008.

- 1971 – När en vacker tanke blir en sång
- 1975 – Elva kvinnor i ett hus
- 1980 – Nu tändas tusen juleljus (s dcerou Lindou)
- 1987 – Kom följ med i vår karusell (se synem Christianem)

### Anglická alba
- 1983 – Wrap Your Arms Around Me
- 1985 – Eyes Of A Woman
- 1987 – I Stand Alone
- 2004 – My Colouring Book (coververze cizích písní)
- 2013 – A (první deska s novým materiálem od I Stand Alone)
- 2023 – A+

### Německé album
- 1994 – Geh' Mit Gott (kompilace německy zpívaných písní z let 1968–1972)

### Kompilace
- 1973 – Agnetha Fältskog's bästa
- 1979 – Tio år med Agnetha
- 1985 – Teamtoppen 1
- 1986 – Sjung denna sång
- 1986 – Agnetha Collection
- 1996 – My Love, My Life
- 1998 – Svensktoppar
- 1999 – That's Me

### Singly
- „Jag var så kär“ (1967)
- „Utan dej mitt liv går vidare“ (1968)
- „En sommar med dej“ (1968)
- „Allting har förändrat sig“ (1968)
- „Sjung denna sång“ (1969)
- „Snövit och de sju dvärgarna“ (1969)
- „Fram för svenska sommaren“ (1969)
- „Hjärtats kronprins“ (1969)
- „Zigenarvän“ (1969)
- „Det handlar om kärlek“ (1969)
- „Om tårar vore guld“ (1970)
- „Som ett eko“ (1970)
- „En sång och en saga“ (1970)
- „Kungens vaktparad“ (1971)
- „Många gånger än“ (1971)
- „Dröm är dröm och saga saga“ (1971)
- „Vart ska min kärlek föra“ (1972)
- „Tio mil kvar till Korpilombolo“ (1972)
- „En sång om sorg och glädje“ (1973)
- „Golliwog“ (1974)
- „Dom har glömt“ (1975)
- „S.O.S.“ (1975)
- „När du tar mig i din famn“ (1979)
- „Never Again“ (duet s Tomasem Ledinem) (1982)
- „The Heat Is On“ (1983)
- „Can't Shake Loose“ (1983)
- „Wrap Your Arms Around Me“ (1983)
- „It's So Nice To Be Rich“ (1983)
- „I Won't Let You Go“ (1985)
- „One Way Love“ (1985)
- „Just One Heart“ (Holland) (1985)
- „The Angels Cry“ (Holland) (1985)
- „The Way You Are“ (duet s Olou Håkanssonem) (1986)
- „Karusellvisan“ (duet se synem Christianem) (1987)
- „På söndag“ (duet se synem Christianem) (1987)
- „The Last Time“ (1988)
- „Let It Shine“ (1988)
- „I Wasn't The One (Who Said Goodbye)“ (duet s Peterem Ceterou) (1988)
- „The Queen Of Hearts“ (1998)
- „If I Thought You'd Ever Change Your Mind“ (2004)
- „When You Walk In The Room“ (2004)
- „Sometimes When I'm Dreaming“ (2004)
- „When You Really Loved Someone“ (2013)
- „Dance Your Pain Away“ (2013)

## Osobní život
V letech 1971–1980 byl jejím manželem Björn Ulvaeus (člen, textař a hudební skladatel skupiny ABBA).
Děti
- Linda Ulvaeus
- Christian Ulvaeus